# Pha Khao (huyện)
Pha Khao (tiếng Thái: ผาขาว) là một huyện (amphoe) của tỉnh Loei, đông bắc Thái Lan.

## Địa lý
Các huyện giáp ranh (từ phía nam theo chiều kim đồng hồ) là Phu Kradueng, Nong Hin, Wang Saphung và Erawan của tỉnh Loei, và Si Bun Rueang của tỉnh Nongbua Lamphu.

## Lịch sử
Tiểu huyện (King Amphoe) được thành lập ngày 1 tháng 1 năm 1988, khi 4 tambon Pha Khao, Tha Chang Khlong, Non Po Daeng và Non Pa Sang được tách khỏi Phu Kradueng. Đơn vị này đã được nâng cấp thành huyện ngày 3 tháng 11 năm 1993.

## Hành chính
Huyện này được chia thành 5 phó huyện (tambon), các đơn vị này lại được chia ra thành 64 làng (muban). Không có khu vực đô thị (thesaban), có 5 Tổ chức hành chính tambon.
| STT | Tên              | Tên tiếng Thái | Số làng | Dân số |  |
| --- | ---------------- | -------------- | ------- | ------ |  |
| 1.  | Pha Khao         | ผาขาว          | 12      | 6.405  |  |
| 2.  | Tha Chang Khlong | ท่าช้างคล้อง      | 14      | 10.458 |  |
| 3.  | Non Po Daeng     | โนนปอแดง       | 16      | 10.365 |  |
| 4.  | Non Pa Sang      | โนนป่าซาง       | 13      | 7.445  |  |
| 5.  | Ban Phoem        | บ้านเพิ่ม         | 9       | 5.374  |  |